# Херсонский национальный технический университет
Херсонский национальный технический университет (укр. Херсонський національний технічний університет) — украинское государственное высшее учебное заведение, расположено в городе Херсон, осуществляет подготовку специалистов в сфере машиностроения, электронной, химической, текстильной промышленности и других отраслей экономики.

## Общая информация
Херсонский национальный технический университет (ХНТУ) — высшее учебное заведение IV уровня аккредитации на юге Украины. Постановлением Кабинета Министров Украины № 254 на базе Херсонского индустриального института 24 марта 1997 года основан Херсонский государственный технический университет. На основании Указа Президента Украины № 1403/2004 от 15.11.2004 Херсонскому государственному техническому университету предоставлен статус национального.

## История
1959 год — по инициативе группы студентов-заочников, которые работали на Херсонском хлопчатобумажном комбинате, в городе был организован учебно-консультационный пункт (УКП) Киевского технологического института лёгкой промышленности.
1960 год — на базе УКП был создан общетехнический факультет (ОТФ).
1961 год — согласно Приказу Минвуза УССР Херсонский ОТФ был передан Одесскому технологическому институту пищевой промышленности им. М. В. Ломоносова (ОТИПП).
1962 год — к Херсонскому ОТФ был присоединён вечерний текстильный техникум и преобразован в филиал Одесского технологического института с двумя факультетами: механико-технологическим и общетехническим. С этого времени Херсонский филиал начал развиваться чрезвычайно стремительно.
В 1970-х годах подготовка инженеров осуществлялась на пяти факультетах по восьми специальностям. Кроме того, при филиале существовала и аспирантура.
В декабре 1980 года на базе филиала ОТИПП был открыт Херсонский индустриальный институт. В то время индустриальный институт был единственным вузом Украины, который готовил инженеров-технологов по первичной обработке льна, ткачеству, прядению.
В 1997 году на базе Херсонского индустриального института создан Херсонский государственный технический университет, в 2004 году Херсонский государственный технический университету получил статус национального.
Во время приемной кампании лета 2022 года открыл консультационные пункты в г. Херсоне (ул Мира) и в г. Хмельницком.

## Структура университета
В структуру Херсонского национального технического университета входят 5 факультетов, 26 кафедр, из них 20 — выпускающих.

#### Факультеты
- Экономики, бизнес-аналитики и предпринимательства
- Информационных технологий и дизайна
- Инженерии и транспорта
- Интегрированных технологий
- Международных экономических отношений, управления и бизнеса
- Факультет заочного и дистанционного обучения

#### Довузовское образование
Центр довузовской подготовки (подготовительные курсы, подготовительное отделение), физико-технический лицей (8—11 классы средней школы).

#### Вузовское образование
факультеты экономики, бизнес-аналитики и предпринимательства, информационных технологий и дизайна, инженерии и транспорта, интегрированных технологий, международных экономических отношений, управления и бизнеса; 6 региональных факультетов (Армянск, Ялта, Феодосия, Каховка, Геническ, Керчь); экономико- технологический техникум.

#### Последипломное образование
факультет повышения квалификации и переподготовки специалистов, аспирантура, докторантура. ХНТУ готовит специалистов по 29 специальностям за образовательно-квалификационными уровнями бакалавр, специалист, магистр. Экономико-технологический техникум готовит младших специалистов за четырьмя специальностями.

#### Научная деятельность
В университете функционируют два специализированных учёных совета, которые принимают к защите диссертации по трём специальностям. Издаются журналы: «Вестник ХНТУ», «Автоматика. Автоматизация. Электротехнические комплексы и системы», «Проблемы лёгкой и текстильной промышленности».

## Кампус и инфраструктура

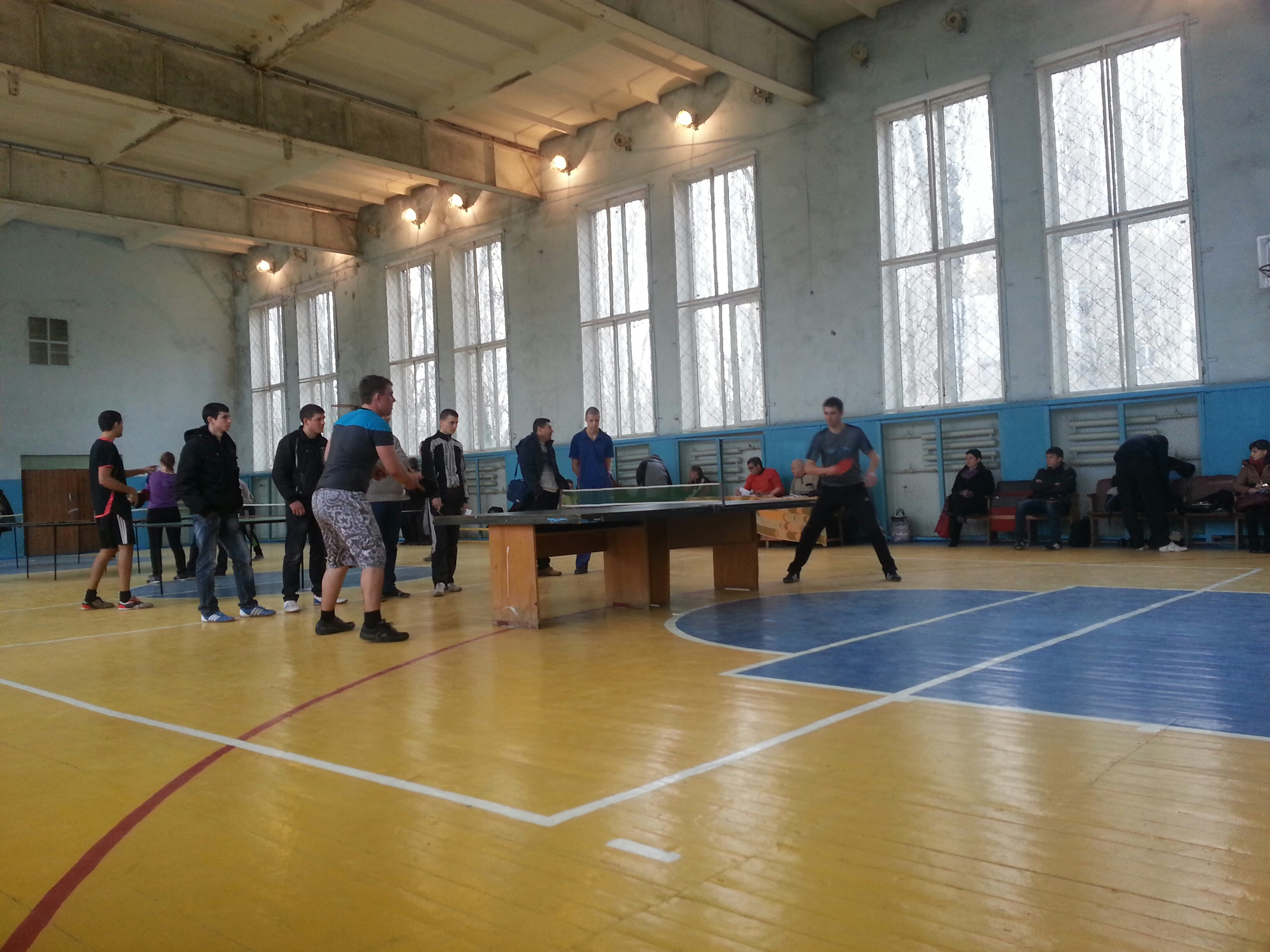
ХНТУ (спортзал) 2014-03-01 00-35

Материально-техническая база ХНТУ состоит из 7 учебных корпусов, научно-технической библиотеки, компьютерного центра, трёх общежитий, буфета, спортивных комплексов, базы отдыха на Днепре, студенческой поликлиники.

#### Учебные комплексы и инфраструктура
Инфраструктура университета включает такие основные объекты: комплекс учебно-лабораторных комплексов университета и экономико-технологического техникума; комплексы учебно-лабораторных корпусов региональных подразделов университета; филиалы кафедр на производстве; студгородок; спортивный комплекс; дома для преподавателей; студенческая амбулатория семейного врача. В распоряжении студентов библиотека, 13 компьютерных классов, специализированные лаборатории.